# Фрешвотер Стедіум
«Фрешвотер Стедіум» (англ. Freshwater Stadium) — футбольний стадіон у Порт-Вілі, столиці Вануату. Стадіон вміщує 6500 глядачів.

## Історія
У 2018 році було оголошено, що ФІФА фінансуватиме будівництво нового футбольного стадіону Вануату для Федерації футболу Вануату (VFF). До лютого 2020 року перший раунд коштів була використана для вирівнювання ділянки та підведення комунікацій, а друга частина — для встановлення огорожі. Початкові інженерні роботи були виконані місцевою фірмою Qualao Consulting. Передача завершеного стадіону відбулася у травні 2022 року. Наступного місяця на стадіоні розпочалися матчі Південної ліги Ефате, другої за рівнем ліги в країні, які й надалі будуть проводитися на цьому майданчику. Стадіон є першим в країні, доступним для людей з обмеженою мобільністю. Він також виробляє власну сонячну енергію та оснащений системою рециркуляції води, яка забезпечує збереження поля в хорошому стані під час посушливих сезонів. Незважаючи на будівництво під час пандемії COVID-19 та наслідків двох циклонів у країні, стадіон був повністю побудований місцевими компаніями та з меншими витратами, ніж передбачалося бюджетом. Загальна вартість будівництва стадіону склала 400 мільйонів вату.

## Події
Окрім проведення матчів другого дивізіону, стадіон також використовується для матчів Ліги чемпіонів ВФФ та місцевої Молодіжної ліги Фрешвотер.
Стадіон приймав Лігу чемпіонів ОФК 2023 року, що стало першим випадком, коли Вануату приймав великий футбольний турнір ОФК.Стадіон був основним місцем проведення змагань, а стадіон «Корман» був резервним. У серпні 2023 року стадіон приймав матч легенд, на якому був присутній президент ФІФА Джанні Інфантіно під час свого турне по Океанії.
У червні 2024 року на стадіоні також відбувся Кубок націй ОФК 2024.